# Christian Ferdinand Schulze
Christian Ferdinand Schulze (auch Ferdinand Schulze; * 17. Januar 1774 in Leipzig; † 2. Dezember 1850 in Gotha) war ein deutscher Klassischer Philologe und Historiker.

## Leben
Schulze war Sohn eines Kaufmanns. Nachdem er seine Eltern bereits früh verloren hatte, nahm ihn der Freund seiner Eltern Friedrich Wilhelm Döring auf. Seine Schulausbildung begann 1784 an der Schule in Naumburg. Er ging jedoch, als Döring 1786 vom Rektorat in Naumburg auf das in Gotha wechselte, mit ihm an das Gothaer Gymnasium illustre. Dort wurde er beispielsweise von Friedrich Jacobs, Friedrich von Schlichtegroll und Johann Friedrich Salomon Kaltwasser unterrichtet. Von 1792 bis 1796 absolvierte er ein Studium der Theologie und Philologie an der Universität Leipzig, an dessen Ende er zunächst den Magistergrad verliehen bekam und zum Dr. phil. promoviert wurde. Danach bestand er 1796 in Dresden die Kandidatenprüfung und ging zurück an die Leipziger Universität. Dort widmete er sich weiter der Philosophie und Theologie und habilitierte sich mit der Probeschrift Prolegomena ad Senecae librum de vita beata schließlich als Privatdozent. Er hielt in der Folgezeit philosophische, theologische und moralische Vorlesungen.
Schulze erhielt zum 3. Mai 1798 am Pädagogium Halle eine Anstellung als Lehrer. Dort fand er in August Hermann Niemeyer einen Förderer und ein Vorbild. Allerdings verblieb er in Halle nur etwa zwei Jahre und folgte einem Ruf an das Gymnasium illustre in Gotha, das er selbst besucht hatte und an dem immer noch sein Ziehvater Döring Rektor war. Am 25. März 1800 begann er dort als zweiter Collaborator und Inspektor des Coenobiums, wurde jedoch gleich zu Beginn seiner Tätigkeit am Gymnasium mit dem Professorentitel ausgestattet. Schulze lehnte Rufe von anderer Stelle, so zum Beispiel aus Frankfurt am Main, ab und verblieb bei zunehmend besserer Entlohnung am Gymnasium in Gotha. Dort stieg er langsam auf und übernahm zuletzt 1840, nach dem Abgang von Friedrich Kries, die erste Professur für Geschichte. 1848 trat er bei vollen Bezügen in den Ruhestand.      
Schulze war neben seiner schriftstellerischen und Lehrtätigkeit außerdem von 1803 bis 1814 Redakteur der National-Zeitung der Deutschen und von 1828 bis zu seinem Tod Redakteur des Gothaischen historischen Kalenders.
Adolf Moritz Schulze war einer seiner Söhne.

## Ehrungen
- 1841 herzoglicher Hofrat
- 1848 Herzoglich Sachsen-Ernestinischer Hausorden

## Werke (Auswahl)
- Prolegomena ad Senecae librum de vita beata. Leipzig 1797.
- Kampf der Demokratie und Aristokratie in Rom oder Geschichte der Römer von der Vertreibung des Tarquin bis zur Erwählung des ersten plebejischen Consuls. Rink, Altenburg 1802.
- Die Hauptlehren des Christentums: Ein Leitfaden bey dem frühern Religionsunterrichte. Ettinger, Gotha 1803.
- Historischer Bildersaal oder Denkwürdigkeiten aus der neuern Geschichte. Ein Lehr- und Lesebuch für gebildete Stände. 6 Bände, Perthes, Gotha 1815–1837.
  - Ueber die Benutzung der Geschichte: ein Nachtrag zum historischen Bildersaale. Perthes, Gotha 1841.
- Von den Volksversammlungen der Römer. Perthes, Gotha 1815.
- Geschichte des Gymnasiums zu Gotha. Perthes, Gotha 1824.
- Elisabeth, Herzogin zu Sachsen und Landgräfin zu Thüringen: ein Beitrag zur Geschichte der Sachsen-Coburg-Gothaischen Lande. Perthes, Gotha 1832.
- Leben des Herzogs von Sachsen-Gotha und Altenburg Friedrich II.: ein Beitrag zur Geschichte Gotha's beim Wechsel des siebzehnten und achtzehnten Jahrhunderts. Müller, Gotha 1851 (herausgegeben durch seinen Sohn Adolf Moritz Schulze).